# Château de Lacanche
 (avril 2023).
- Si vous ne connaissez pas le sujet, laissez ce bandeau (vous pouvez alors contacter les auteurs).
- Si vous supprimez le contenu mis en cause (vous pouvez préalablement contacter les auteurs),

argumentez précisément cette suppression dans la page de discussion
(un manque de référence n'est pas un argument ; une recherche réelle de référence doit avoir été effectuée, être formellement documentée).
Le château de Lacanche est un manoir moderne situé à Lacanche (Côte-d'Or) en Bourgogne-Franche-Comté .

## Localisation
Le manoir est situé au centre du village.

## Historique
Un bas fourneau existe à Lacanche dès 1665. En 1796, la fonderie est adjugée à Jacques Étienne Caumartin qui s'associe rapidement avec Ferdinand Coste. Au début du XXe siècle, elle se spécialise dans les ustensiles de cuisine et le chauffage en fonte. Mais en 1972 la société Coste dépose son bilan. Le manoir de style néo-classique est construit vers 1850 par un des deux maîtres de forges, Ferdinand Coste brièvement maire de Lacanche, et décoré entre 1860 et 1870 en style éclectique.

## Architecture

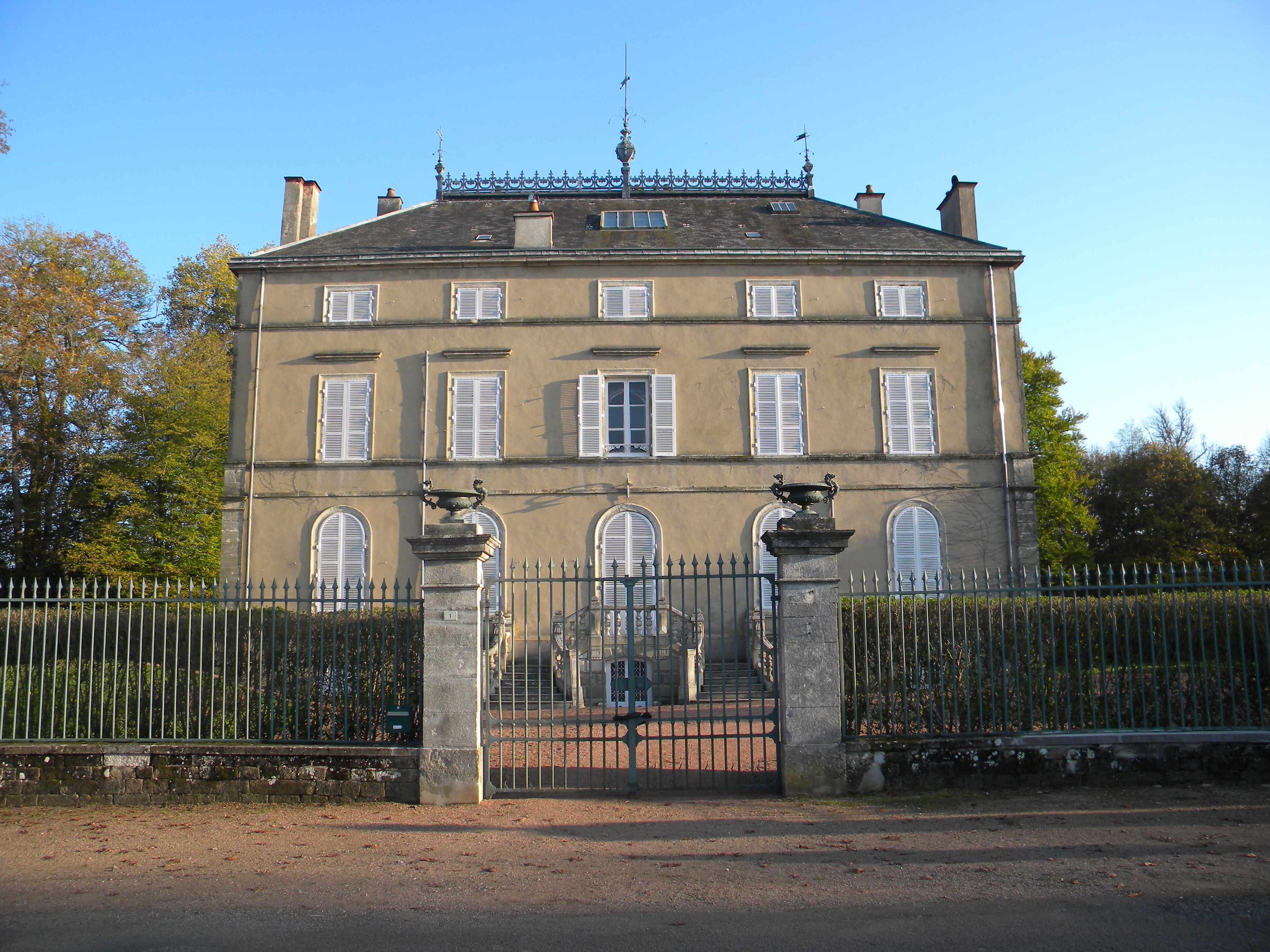
Maison Coste en 2014.

Le bâtiment est de plan massé, avec rez-de-chaussée, étage carré et étage attique. La maison est entourée d'un parc traversé par une rivière, l'Acanche. La maison en totalité, y compris le pavillon à l'angle nord-ouest du parc , est inscrite aux monuments historiques par arrêté du 5 juin 2002. À proximité immédiate l'église Saint-Étienne construite à la même époque par la famille Caumartin et offerte à la commune en 1844 est classée.

## Mobilier
Le décor intérieur, caractéristique des grands appartements urbains ou de certains hôtels particuliers, est très complet avec des peintures murales.